# Nécrose tissulaire
La nécrose tissulaire est la nécrose qui touche un tissu biologique, considéré comme un ensemble. Elle se différencie ainsi de la nécrose cellulaire.

## Types morphologiques
- Nécrose caséeuse
- Nécrose de liquéfaction
- Nécrose de coagulation
- Nécrose fibrinoïde
- Gangrène sèche, humide, blanche, gazeuse

## Types étiologiques
- Nécrose infectieuse
- Nécrose ischémique
- Nécrose tumorale
- Gangrène de type ischémique ou infectieuse
- Gomme syphilitique

## Type tissulaire
- Cytostéatonécrose